# Saturnnebel
Der Saturnnebel (NGC 7009) ist ein planetarischer Nebel im Sternbild Wassermann. Er hat eine scheinbare Helligkeit von +8,30 mag und einen Durchmesser von 0,5' × 0,4'. Entdeckt wurde er am 7. September 1782 von William Herschel, den Namen Saturnnebel erhielt er von Lord Rosse, weil die Form der seitlich aus ihm heraustretenden Jets an die Saturnringe erinnert.
Seine Entfernung ist 2400 Lichtjahre (laut Hynes), über 2900 Lj (laut Sky Catalogue) und 3900 Lj (laut Burnham adopts O’Dell).

## Visuelle Beobachtung

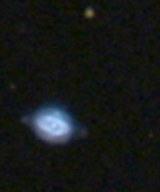
NGC 7009, aufgenommen mit einer unmodifizierten ToUcam an einem 10" SCT mit 1,5 m Brennweite

Der Saturnnebel NGC 7009 ist bereits in kleinen Fernrohren ab ca. 60 mm Öffnung als stellares Objekt zu erkennen. In einem größeren Teleskop mit etwa 10" Öffnung ist NGC 7009 bereits sehr auffällig, auch wenn sowohl die Strukturen als auch die beiden Jets nur äußerst schwer und nur unter besten Bedingungen zu beobachten sind.
Die Aufnahme links zeigt, dass sich der Saturnnebel zusammen mit seinen beiden Jets durchaus in der fotografischen Reichweite einer preiswerten Amateurausrüstung befindet.